# Campagnolles
Campagnolles est une commune française située dans le département du Calvados en région Normandie.

## Géographie

### Description
Campagnolles est une commune du Bocage virois.
Son bourg est à 4,5 km à l'ouest de La Graverie, à 7 km au nord-ouest de Vire et à 12 km au nord-est de Saint-Sever-Calvados.

### Communes limitrophes
Les communes limitrophes sont  Beaumesnil, Le Mesnil-Robert, Souleuvre en Bocage et Vire Normandie.
| Beaumesnil                  | Souleuvre-en-Bocage (commune déléguée de Sainte-Marie-Laumont) | Souleuvre-en-Bocage (commune déléguée de Sainte-Marie-Laumont) |
| Beaumesnil Le Mesnil-Robert | Campagnolles                                                   | Souleuvre-en-Bocage (commune déléguée d'Étouvy)                |
| Le Mesnil-Robert            | Coulonces                                                      | Coulonces                                                      |

### Géologie et relief
Le point culminant (164 m) se situe au nord-ouest, entre les lieux-dits la Thibaudière et la Rohardière. Le point le plus bas (95 m) correspond à la sortie du ruisseau de Brébion du territoire, à l'ouest.

### Hydrographie
La commune est située dans le bassin de la Vire, au sein du bassin Seine-Normandie. Elle est drainée par le fossé 04 de l'Aunay, le ruisseau du Besat, le fossé 04 de la Bucaille, le ruisseau de Brebion, le fossé 01 de la Marquerie, le ruisseau des Grandes Mares et un autre petit cours d'eau,.
Campagnolles est traversé du nord au sud par une ligne de partage des eaux entre les bassins de deux de ses affluents. Les eaux de l'ouest alimentent un sous-affluent de la  Drôme par la Cunes, le Brébion. Le centre — dont le bourg — et le sud-est sont drainés par un affluent de la Brévogne qu'il rejoint sur la commune de Coulonces voisine. Enfin, les eaux de l'est sont collectées par deux courts affluents de la Vire, dont le ruisseau de Besat.

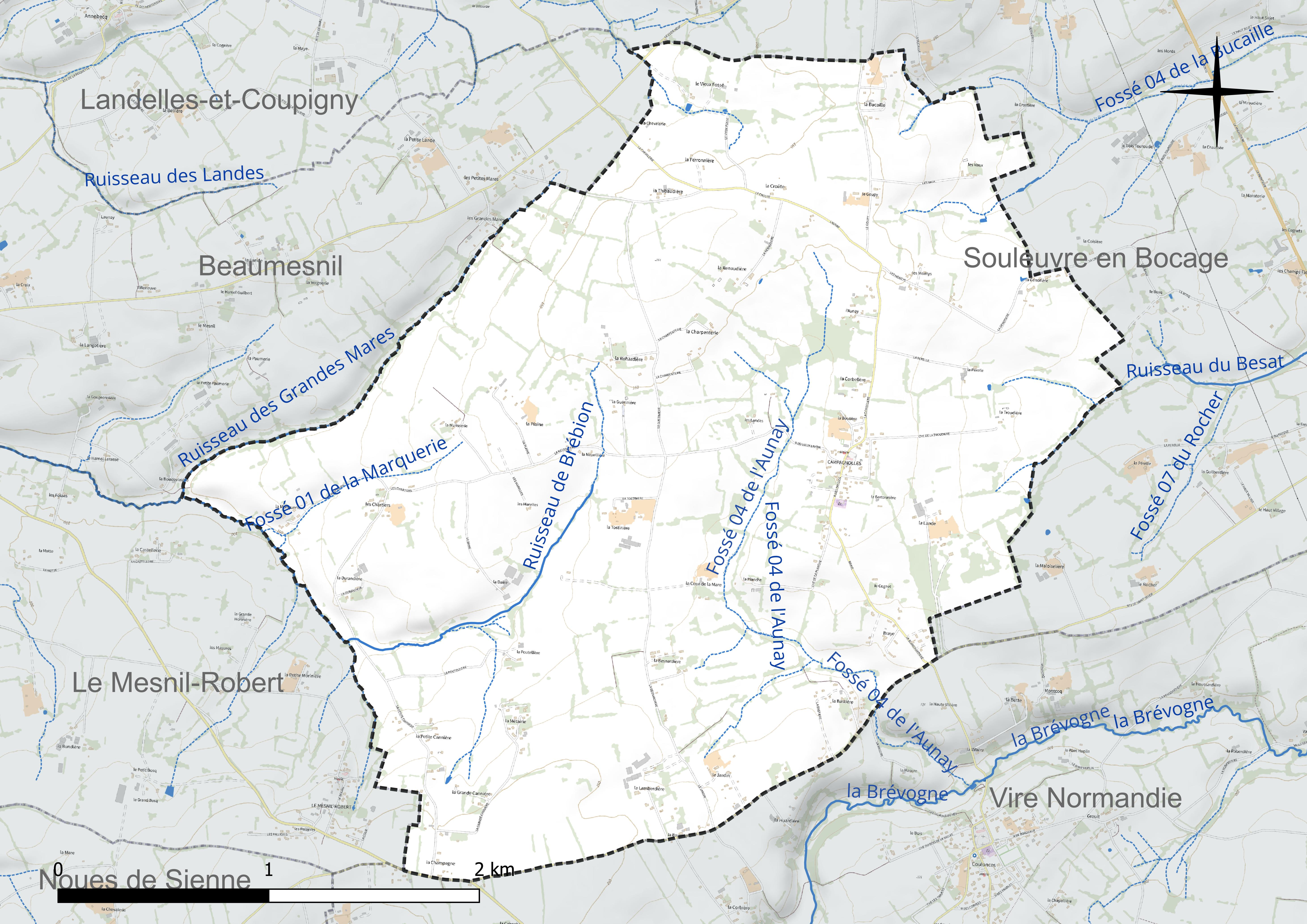
Réseau hydrographique de Campagnolles.

### Climat
Pour des articles plus généraux, voir Climat de la Normandie et Climat du Calvados.
En 2010, le climat de la commune est de type climat océanique franc, selon une étude du CNRS s'appuyant sur une série de données couvrant la période 1971-2000. En 2020, Météo-France publie une typologie des climats de la France métropolitaine dans laquelle la commune est exposée à un climat océanique et est dans la région climatique Normandie (Cotentin, Orne), caractérisée par une pluviométrie relativement élevée (850 mm/a) et un été frais (15,5 °C) et venté. Parallèlement le GIEC normand, un groupe régional d'experts sur le climat, différencie quant à lui, dans une étude de 2020, trois grands types de climats pour la région Normandie, nuancés à une échelle plus fine par les facteurs géographiques locaux. La commune est, selon ce zonage, exposée à un « climat contrasté des collines », correspondant au Bocage normand, bien arrosé, voire très arrosé sur les reliefs les plus exposés au flux d'ouest, et frais en raison de l'altitude.
Pour la période 1971-2000, la température annuelle moyenne est de 10,6 °C, avec  une amplitude thermique annuelle de 12,7 °C. Le cumul annuel moyen de précipitations est de 958 mm, avec 14 jours de précipitations en janvier et 8,8 jours en juillet. Pour la période 1991-2020, la température moyenne annuelle observée sur la station météorologique la plus proche, située sur la commune de Vire Normandie à 6 km à vol d'oiseau, est de 11,3 °C et le cumul annuel moyen de précipitations est de 931,4 mm,. Pour l'avenir, les paramètres climatiques de la commune estimés pour 2050 selon différents scénarios d'émission de gaz à effet de serre sont consultables sur un site dédié publié par Météo-France en novembre 2022.

## Urbanisme

### Typologie
Au 1er janvier 2024, Campagnolles est catégorisée commune rurale à habitat dispersé, selon la nouvelle grille communale de densité à 7 niveaux définie par l'Insee en 2022.
Elle est située hors unité urbaine. Par ailleurs la commune fait partie de l'aire d'attraction de Vire Normandie, dont elle est une commune de la couronne,. Cette aire, qui regroupe 20 communes, est catégorisée dans les aires de moins de 50 000 habitants,.

### Occupation des sols

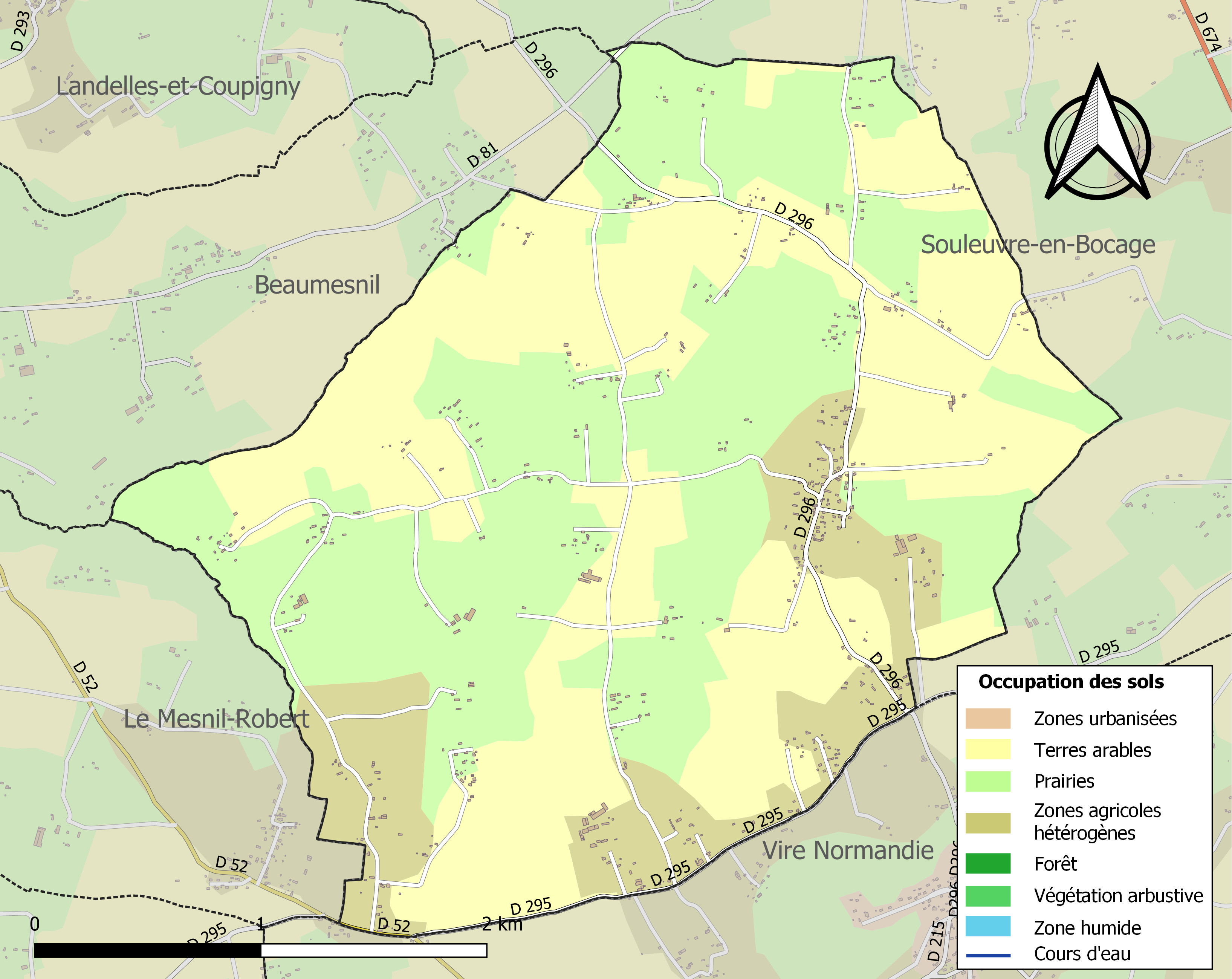
Carte des infrastructures et de l'occupation des sols de la commune en 2018 (CLC).

L'occupation des sols de la commune, telle qu'elle ressort de la base de données européenne d'occupation biophysique des sols Corine Land Cover (CLC), est marquée par l'importance des territoires agricoles (100 % en 2018), une proportion identique à celle de 1990 (100 %). La répartition détaillée en 2018 est la suivante : 
terres arables (43,7 %), prairies (42,9 %), zones agricoles hétérogènes (13,5 %). L'évolution de l'occupation des sols de la commune et de ses infrastructures peut être observée sur les différentes représentations cartographiques du territoire : la carte de Cassini (XVIIIe siècle), la carte d'état-major (1820-1866) et les cartes ou photos aériennes de l'IGN pour la période actuelle (1950 à aujourd'hui).

### Habitat et logement
En 2020, le nombre total de logements dans la commune était de 226, alors qu'il était de 213 en 2015 et de 197 en 2010.
Parmi ces logements, 91,6 % étaient des résidences principales, 5,3 % des résidences secondaires et 3,1 % des logements vacants. Ces logements étaient pour 99,1 % d'entre eux des maisons individuelles et pour 0,9 % des appartements.
Le tableau ci-dessous présente la typologie des logements à Campagnolles en 2020 en comparaison avec celle du Calvados et de la France entière. Une caractéristique marquante du parc de logements est ainsi une proportion de résidences secondaires et logements occasionnels (5,3 %) inférieure à celle du département (17,9 %) et  à celle de la France entière (9,7 %). Concernant le statut d'occupation de ces logements, 77,8 % des habitants de la commune sont propriétaires de leur logement (76,3 % en 2015), contre 57,2 % pour le Calvados et 57,5 pour la France entière.
| Typologie                                               | Campagnolles | Calvados | France entière |
| ------------------------------------------------------- | ------------ | -------- | -------------- |
| Résidences principales (en %)                           | 91,6         | 75,3     | 82,1           |
| Résidences secondaires et logements occasionnels (en %) | 5,3          | 17,9     | 9,7            |
| Logements vacants (en %)                                | 3,1          | 6,8      | 8,2            |

### Voies de communication et transports
Le territoire est en retrait des principaux axes routiers locaux. La route départementale no 52 reliant Vire à Pont-Farcy borde brièvement le sud du territoire. Limitant également le sud du territoire, la D 295 permet de rejoindre la D 674 (ancienne route nationale 174, axe Vire - Saint-Lô) à Étouvy à l'est et Saint-Sever-Calvados au sud-ouest. Le bourg y est relié par D 296 qui permet également de rejoindre Coulonces au sud et Saint-Martin-Don au nord. L'A84 est accessible à Pont-Farcy vers Rennes à 10 km au nord-ouest (sortie 39) ou à Guilberville vers Caen à 11 km au nord (sortie 40).

## Toponymie
Le nom de la localité est attesté sous la forme Campeingolles en 1198.
Le toponyme est issu du diminutif bas latin de campania, campaniola, « petite plaine ». Située à l'écart des vallées, la commune est, par son faible relief, atypique au sein du Bocage virois.
Le gentilé est Campagnollais.

## Politique et administration

### Rattachements administratifs et électoraux

#### Rattachements administratifs
La commune se trouve dans l'arrondissement de Vire du département du Calvados.
Elle faisait partie depuis 1801 du canton de Saint-Sever-Calvados. Dans le cadre du redécoupage cantonal de 2014 en France, cette circonscription administrative territoriale a disparu, et le canton n'est plus qu'une circonscription électorale.

#### Rattachements électoraux
Pour les élections départementales, la commune fait partie depuis 2014 du canton de Vire Normandie
Pour l'élection des députés, elle fait partie de la sixième circonscription du Calvados.

### Intercommunalité
Campagnolles était membre de la petite communauté de communes Intercom séverine, un établissement public de coopération intercommunale (EPCI) à fiscalité propre créé en 2002 et auquel la commune avait transféré un certain nombre de ses compétences, dans les conditions déterminées par le code général des collectivités territoriales.
Dans le cadre des dispositions de la loi portant nouvelle organisation territoriale de la République du 7 août 2015, qui prévoit que les établissements publics de coopération intercommunale (EPCI) à fiscalité propre doivent avoir un minimum de 15 000 habitants, cette intercommunalité a fusionné avec ses voisines pour former, le 1er janvier 2017, la communauté de communes Intercom de la Vire au Noireau, dont est désormais membre la commune.

### Administration municipale
Compte tenu de la population de la sommune, son conseil municipal est composé de quinze membres dont le maire et ses adjoints.

### Liste des maires
| Période                                  | Période                       | Identité                   | Étiquette | Qualité |
| ---------------------------------------- | ----------------------------- | -------------------------- | --------- | --- |
| Les données manquantes sont à compléter. |                               |                            |           | |
|                                          |                               |                            |           | |
| avant 1995                               | 1995                          | Yvonne Tardif de Petiville | DVD       | |
| 1995                                     | mars 2008                     | Gérard Denis               | SE        | Agriculteur |
| mars 2008                                | En cours (au 15 février 2024) | Catherine Gournay-Leconte  | NC/LC,    | Attachée territoriale Conseillère régionale de Normandie (2015 → ) Vice-présidente du conseil régional de Normandie (2021 → ) Présidente du Sdec du Calvados ( ? → ) Présidente de la CC Intercom de la Vire au Noireau (2024 → ) Réélue pour le mandat 2020-2026, |

### Jumelages
Bouffioulx (Belgique) depuis 1970. Cette ancienne commune est intégrée à la ville de Châtelet depuis 1977.

## Démographie
L'évolution du nombre d'habitants est connue à travers les recensements de la population effectués dans la commune depuis 1793. Pour les communes de moins de 10 000 habitants, une enquête de recensement portant sur toute la population est réalisée tous les cinq ans, les populations de référence des années intermédiaires étant quant à elles estimées par interpolation ou extrapolation. Pour la commune, le premier recensement exhaustif entrant dans le cadre du nouveau dispositif a été réalisé en 2005.
En 2022, la commune comptait 555 habitants, en évolution de +4,91 % par rapport à 2016 (Calvados : +1,58 %, France hors Mayotte : +2,11 %).
Campagnolles a compté jusqu'à 875 habitants en 1831.
| 1793 | 1800 | 1806 | 1821 | 1831 | 1836 | 1841 | 1846 | 1851 |
| ---- | ---- | ---- | ---- | ---- | ---- | ---- | ---- | ---- |
| 734  | 778  | 802  | 872  | 875  | 864  | 806  | 850  | 826  |

| 1856 | 1861 | 1866 | 1872 | 1876 | 1881 | 1886 | 1891 | 1896 |
| ---- | ---- | ---- | ---- | ---- | ---- | ---- | ---- | ---- |
| 767  | 760  | 733  | 656  | 618  | 598  | 579  | 549  | 540  |

| 1901 | 1906 | 1911 | 1921 | 1926 | 1931 | 1936 | 1946 | 1954 |
| ---- | ---- | ---- | ---- | ---- | ---- | ---- | ---- | ---- |
| 522  | 483  | 481  | 435  | 441  | 463  | 410  | 421  | 401  |

| 1962 | 1968 | 1975 | 1982 | 1990 | 1999 | 2005 | 2006 | 2010 |
| ---- | ---- | ---- | ---- | ---- | ---- | ---- | ---- | ---- |
| 354  | 361  | 361  | 364  | 417  | 392  | 436  | 440  | 449  |

| 2015 | 2020 | 2022 | - | - | - | - | - | - |
| ---- | ---- | ---- | - | - | - | - | - | - |
| 514  | 555  | 555  | - | - | - | - | - | - |

## Culture locale et patrimoine

### Lieux et monuments

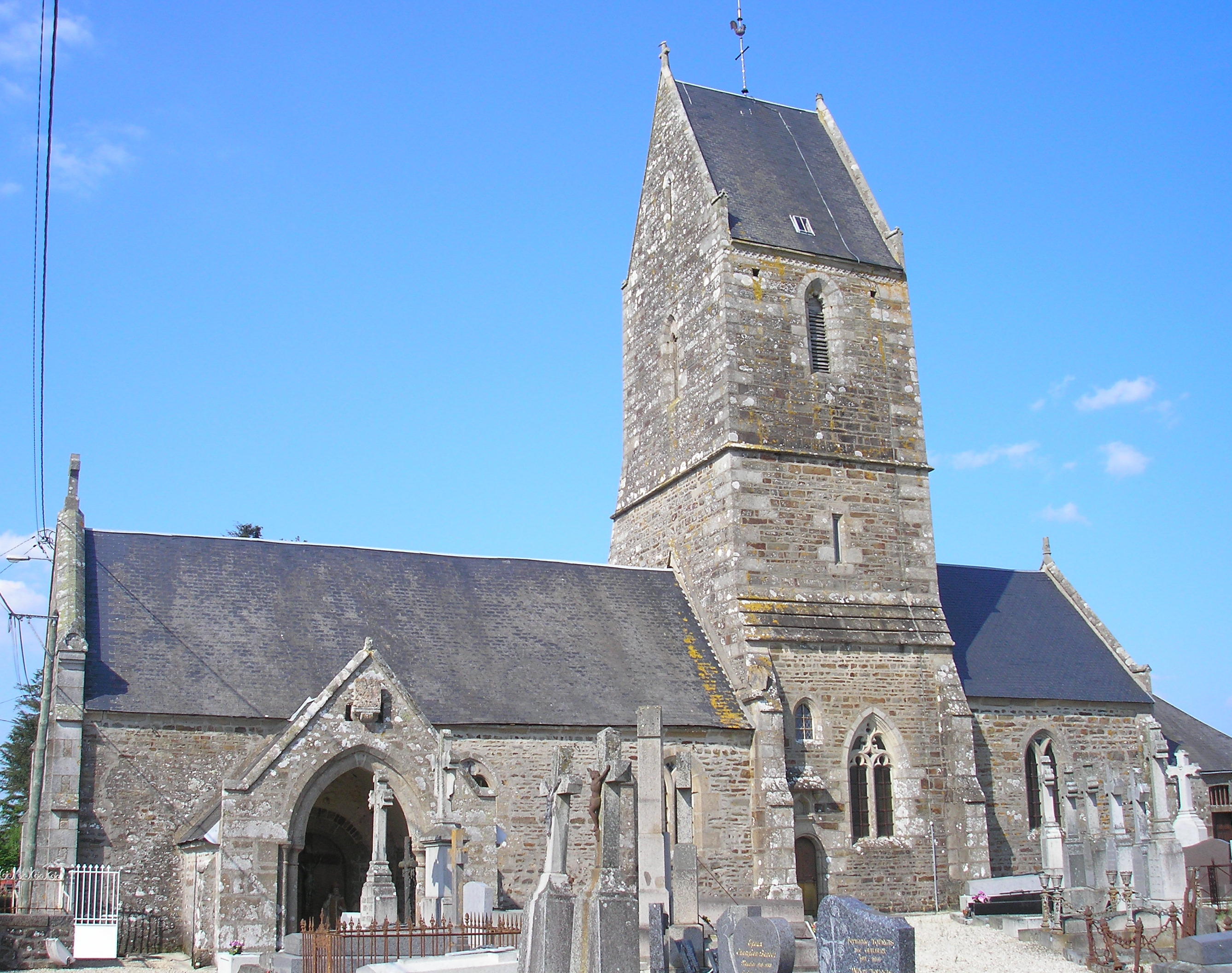
L'église Saint-Martin.

- Château de Campagnolles (XIXe siècle).
- Église Saint-Martin (XVe siècle).

### Personnalités liées à la commune
- Nicolas Pinel (mort en 1655), marchand, pionnier de Nouvelle-France.
- Michel Drudes de Campagnolles (1751-1826), après avoir été mousquetaire à la Garde du Roi, fut un actif participant à la chouannerie dans le bocage.

## Pour approfondir